# Filipe Neto Brandão
Carlos Filipe de Andrade Neto Brandão (9 de setembro de 1968) é um deputado e político português. Ele é deputado à Assembleia da República na XIV legislatura pelo Partido Socialista. Ele possui uma licenciatura em Direito.